# Sedlec (Vysočina)
Sedlec (in tedesco Sedletz) è un comune della Repubblica Ceca facente parte del distretto di Třebíč, nella regione di Vysočina.